# Opsion fuscipalpis
Opsion fuscipalpis är en tvåvingeart som beskrevs av Edwards 1925. Opsion fuscipalpis ingår i släktet Opsion och familjen svampmyggor. Inga underarter finns listade i Catalogue of Life.